# Juan Antonio Bardem
Juan Antonio Bardem (2. června 1922 Madrid – 30. října 2002 Madrid) byl španělský filmový režisér a scenárista.

## Život
Je synem herce Rafaela Bardema. Vystudoval zemědělskou školu, od začátku padesátých let byl aktivní jako scenárista a filmový kritik. Spolupracoval s Luisem Garcíou Berlangou, s nímž vytvořil scénář satiry Vítáme vás, pane Marshalle! a spolurežíroval svůj první film Ten šťastný pár. V roce 1953 založil časopis Objetivo, zaměřený na aktuální dění ve světové kinematografii, jehož vydávání španělská cenzura po třech letech zastavila. V roce 1954 natočil první samostatný autorský film Herci. V květnu 1955 se zúčastnil konference o španělském filmu známé jako Conversaciones de Salamanca, kde prosazoval větší spojení námětů s životní realitou. Kritický pohled na morálku španělských vyšších vrstev uplatnil v psychologických dramatech Smrt cyklisty (cena FIPRESCI na festivalu v Cannes a Hlavní ulice (cena nového filmu na festivalu v Benátkách). Kriminální drama Pomsta, v němž hráli Carmen Sevilla a Raf Vallone, bylo prvním španělským filmem nominovaným na Oscara za nejlepší cizojazyčný film a získalo cenu Premis Sant Jordi pro nejlepší španělský film roku 1959.
Bardemova filmařská kariéra byla poznamenána četnými konflikty s frankistickým režimem. V době přechodu k demokracii zaznamenal úspěch s road movie Víkend, kde hrál hlavní roli populární komik Alfredo Landa. Za film Sedm lednových dnů, který je rekonstrukcí ozbrojeného útoku pravicových extremistů na odborářskou kancelář v madridské ulici Atocha, získal Bardem v roce 1979 hlavní cenu na festivalu v Moskvě.
S Henri Colpim natočil koprodukční televizní seriál podle verneovky Tajuplný ostrov, kde hrál kapitána Nema Omar Sharif. Objevil se také jako herec ve filmech Pes a Bilbao Blues. Byl členem poroty na Berlinale 1993. V roce 2001 převzal čestnou Goyovu cenu.
Byl členem Komunistické strany Španělska. Jeho synem je režisér Miguel Bardem a synovcem herec Javier Bardem.

## Filmografie
- 1954 Herci
- 1955 Smrt cyklisty
- 1956 Hlavní třída
- 1958 Pomsta
- 1959 Sonáty
- 1961 V pět hodin odpoledne
- 1963 Nevinní
- 1963 Tudy prošla žena
- 1970 Último día de la guerra
- 1971 Varieté
- 1973 Campana del infierno
- 1975 Síla chtivosti
- 1977 Víkend
- 1978 Sedm lednových dnů
- 1982 Varování
- 1987 Lorca, smrt básníka
- 1997 Resultado final